# Plymouth (Connecticut)
Plymouth es un pueblo ubicado en el condado de Litchfield en el estado estadounidense de Connecticut. En el año 2005 tenía una población de 12.183 habitantes y una densidad poblacional de 217 personas por km².

## Geografía
Plymouth se encuentra ubicada en las coordenadas 41°39′59″N 73°01′35″O / 41.66639, -73.02639.

## Demografía
Según la Oficina del Censo en 2000 los ingresos medios por hogar en la localidad eran de 53.750$, y los ingresos medios por familia eran 62.610$. Los hombres tenían unos ingresos medios de 41.985$ frente a los 32.359$ para las mujeres. La renta per cápita para la localidad era de 23.244$. Alrededor del 4,1% de la población estaban por debajo del umbral de pobreza.